# Oil pulling
Oil pulling, in medicina alternativa, è un termine che indica un tradizionale rimedio popolare indiano, ripreso e sviluppato poi come terapia negli anni novanta da un dottore russo di nome F. Karach, che consiste nello sciacquare la bocca con dell'olio; esso avrebbe effetti benefici di tipo dentale.
Viene menzionato nel testo ayurvedico della Charaka Samhita dove è chiamato Kavala Gandoosha o Kavala Graha.. Secondo uno studio su the effect of oil-pulling on the reduction of total count of bacteria: pare ci sia stata "una notevole riduzione del numero totale di batteri da carie dentale, che producono anche l'alitosi. La pratica dell'Oil pulling, ha ridotto sensibilmente la possibilità di contrarre la carie dentale", conclude il testo.
In un altro studio controllato, sembrerebbe anche che l'effetto dell'Oil pulling con olio di sesamo sia risultato essere equivalente al collutorio clorexidina nella riduzione della placca dentale e sul miglioramento dell'indice delle scorie gengivali generale.